# 10000미터 달리기

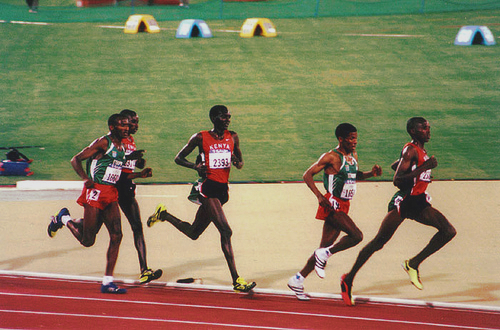

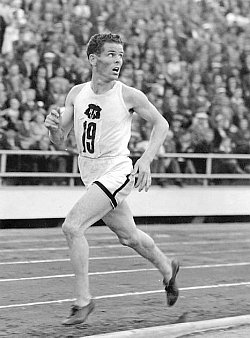

10000미터 달리기는 일반적인 장거리 달리기 종목이다. 이 종목은 올림픽 육상 및 세계 육상 선수권 대회의 세부종목이며 세계 선수권 대회 순위 결정전에서 흔히 찾아볼 수 있다. 이 경주는 올림픽 규모의 트랙 주변 25바퀴로 구성된다. 10000m의 트랙 경주는 킬로미터가 아닌 모터 단위의 거리를 기준으로 도로를 주행하는 10km 달리기와 구별된다.